# Rodolia koebelei
Rodolia koebelei este o specie de buburuză din familia Coccinellidae din Australia.  Habitatul său este constituit de asemenea de sălbăticia din Noua Zeelandă, de unde își trage originile exotice.  În Noua Zeelandă, a fost găsită în pentru prima dată în Auckland în 2006. 